# گاوداری امامی
گاوداری امامی یک روستا در ایران است که در دهستان سراب (ایوان) واقع شده‌است.